# Gromada Psary (Powiat Lubliniecki)
Gromada Psary war eine Verwaltungseinheit in der Volksrepublik Polen zwischen 1954 und 1972. Verwaltet wurde die Gromada vom Gromadzka Rada Narodowa dessen Sitz in Psary befand und aus 19 Mitgliedern bestand.
Die Gromada Psary gehörte zum Powiat Lubliniecki in der Woiwodschaft Katowice (damals Stalinogród), sie wurde gebildet aus der bisherigen Gromada Babienica und Psary der
aufgelösten Gemeinde Lubsza. Die Gromada Psary bestand bis zum 1. Januar 1973.
1. ↑  Gromadas bestanden auch nach dem Zweiten Weltkrieg als Hilfseinheit der Gemeinden.